# Hamamatsu
Hamamatsu (浜松市 Hamamatsu-shi) là một thành phố đô thị cấp quốc gia thuộc tỉnh Shizuoka của Nhật Bản. Năm 2005, 11 thành phố và thị trấn liền kề sáp nhập thành phố Hamamatsu cũ để tạo thành thành phố Hamamatsu hiện nay. Sau khi sáp nhập, Hamamatsu có dân số lớn hơn cả thủ phủ Shizuoka, trở thành thành phố lớn nhất tỉnh Shizuoka. Ngày 1 tháng 4 năm 2007, thành phố được công nhân là đô thị quốc gia.

## Công nghiệp

### Các công ty có trụ sở tại Hamamatsu
- Hamamatsu Photonics KK
- . Kawai Nhạc cụ Mfg
- Roland Tổng công ty
- Suzuki
- ToKai Gakki (còn được gọi là Tokai Guitars Công ty TNHH)
- Yamaha

### Các công ty thành lập tại Hamamatsu
- Honda